# Neomyia cornicina
Neomyia cornicina är en tvåvingeart som först beskrevs av Fabricius 1781.  Neomyia cornicina ingår i släktet Neomyia och familjen husflugor. Arten är reproducerande i Sverige. Inga underarter finns listade i Catalogue of Life.

## Bildgalleri

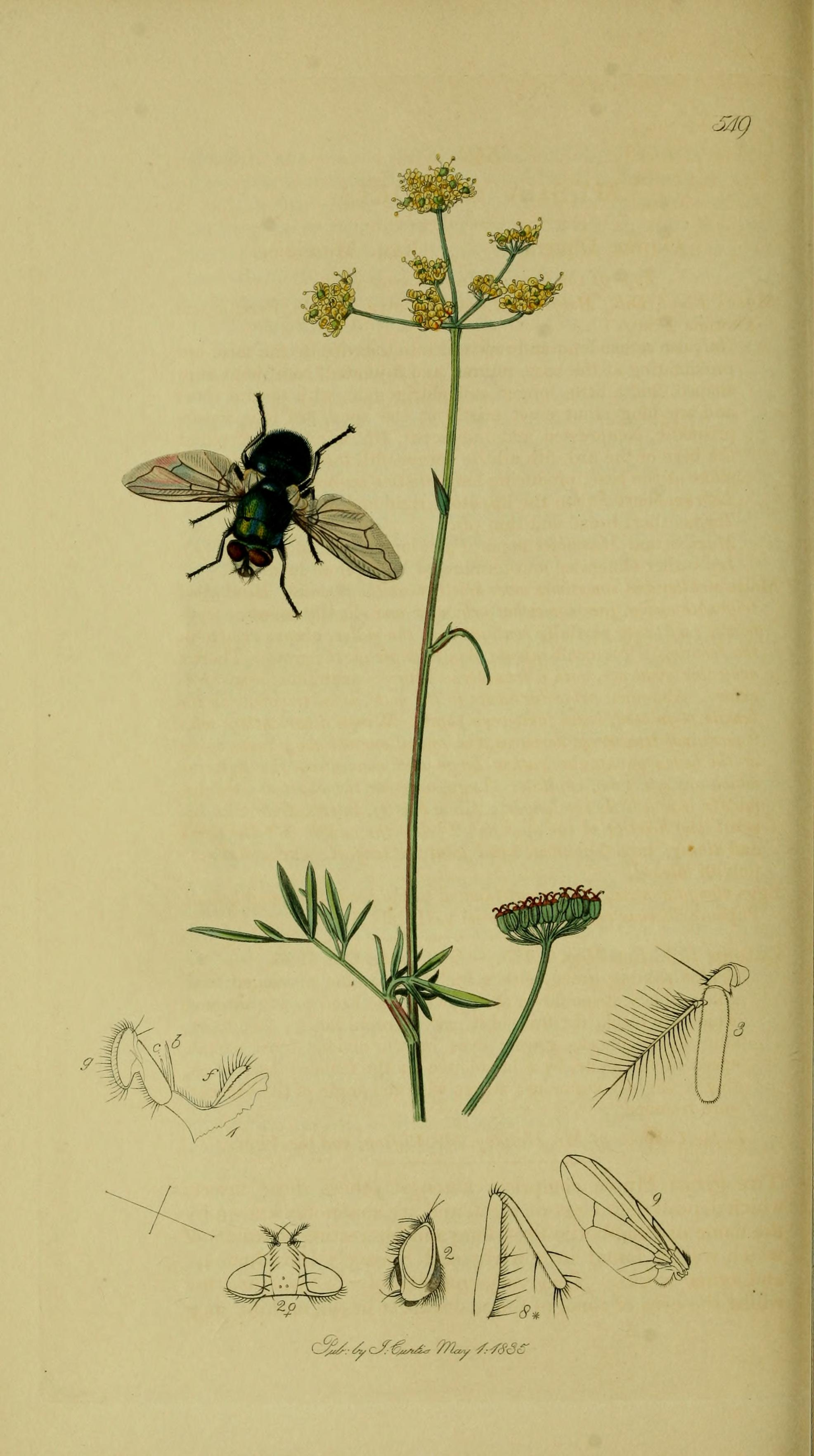
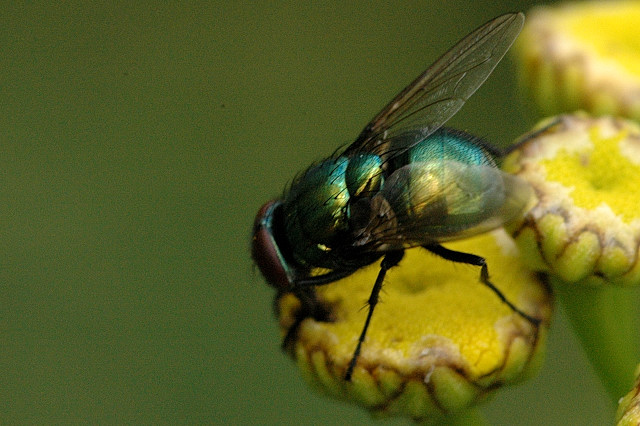
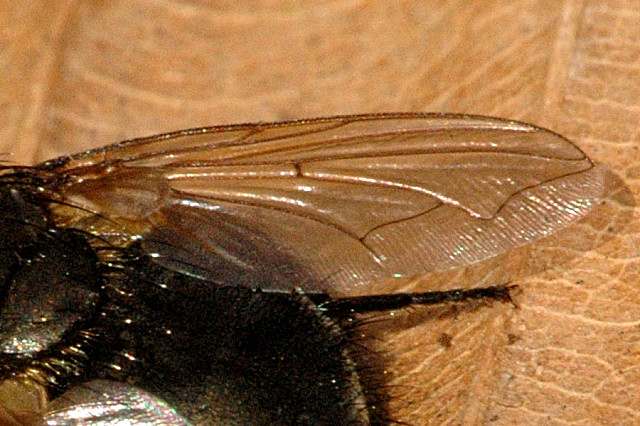
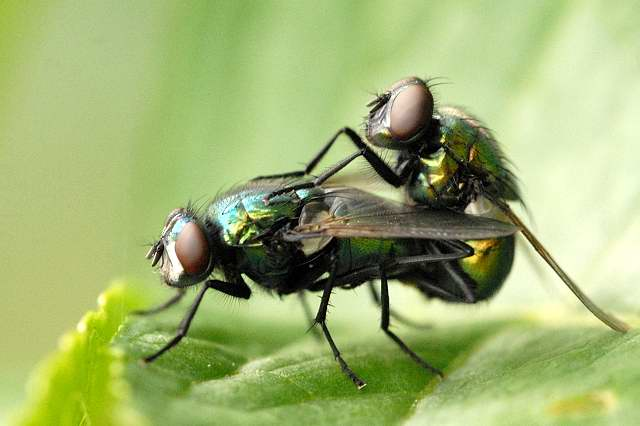